# Flixecourt
Flixecourt – miejscowość i gmina we Francji, w regionie Hauts-de-France, w departamencie Somma.
Według danych na rok 1990 gminę zamieszkiwało 2931 osób, a gęstość zaludnienia wynosiła 248 osób/km² (wśród 2293 gmin Pikardii Flixecourt plasuje się na 78. miejscu pod względem liczby ludności, natomiast pod względem powierzchni na miejscu 331.).